# Charlie Mensuel
Charlie Mensuel war ein französisches Comicmagazin, welches von 1969 bis 1986 monatlich erschien.
Das Magazin wurde 1969 von Hara-Kiri-Redakteur Delfeil de Ton nach dem Vorbild des italienischen Magazins Linus gegründet, thematisch trafen im Heft amerikanische/britische Zeitungsstrips mit frankobelgischen Comics aufeinander, dabei anfangs überwiegend im humoristischen Stil. Dauerhaft veröffentlicht wurden Die Peanuts von Charles M. Schulz, Krazy Kat von George Herriman, Andy Capp von Reg Smythe oder B.C. von Johnny Hart. Auf französischer Seite wurden beispielsweise Georges Pichard, Jean-Marc Reiser, Georges Wolinski und viele mehr veröffentlicht.
Ab 1982 wurde das zu dieser Zeit schwächelnde Heft vom Verlag Dargaud vertrieben. Die Themen wurden nun erwachsener. Im Heft waren ernsthaftere Geschichten von Régis Loisel, Franz oder Paolo Eleuteri Serpieri zu finden. Ab 1986 fusionierte der Verlag die Hefte Charlie Mensuel mit Pilote und brachte das Heft „Pilote & Charlie“ auf den Markt. Ab 1988 wurde das Pilote-Heft ohne Namenszusatz weitergeführt.